# Guy Moreau
Guy Moreau (Vorst (Brussel), 15 oktober 1954) is een voormalige Belgische atleet, die gespecialiseerd was in het hoogspringen. Hij werd meervoudig Belgisch kampioen hoogspringen. Ook nam hij tweemaal deel aan de Olympische Spelen, maar won hierbij geen medailles.

## Biografie
Moreau behaalde zijn eerste succes bij de senioren in 1973 door op het onderdeel hoogspringen de nationale titel te veroveren. Deze titel won hij in totaal achtmaal op rij. In 1976 maakte hij op 21-jarige leeftijd zijn olympisch debuut op de Olympische Spelen in Montréal. In de kwalificatieronde kwam hij niet verder dan 2,13 m en was hiermee uitgeschakeld.
Vier jaar later verging het hem op de Olympische Spelen in Moskou beter en wist hij zich met 2,21 te plaatsen voor de finale. Hierin kwam hij echter niet hoger dan 2,18 en moest hij genoegen nemen met een veertiende plaats.

## Belgische kampioenschappen
| onderdeel    | jaar                                           |
| ------------ | ---------------------------------------------- |
| hoogspringen | 1973, 1974, 1975, 1976, 1977, 1978, 1979, 1980 |

## Persoonlijk record
| Onderdeel    | Prestatie | Datum       | Plaats           |
| ------------ | --------- | ----------- | ---------------- |
| hoogspringen | 2,23 m    | 18 mei 1980 | Louvain La Neuve |

## Palmares

### hoogspringen
- 1973:  BK AC - 2,11 m
- 1973: 6e EK junioren in Duisburg - 2,07 m
- 1974:  BK AC - 2,15 m
- 1975:  BK AC - 2,15 m
- 1976:  BK AC - 2,14 m
- 1976: kwal. OS in Montréal - 2,13 m
- 1977:  BK AC - 2,21 m
- 1977:  Italiaanse kampioenschappen - 2,18 m
- 1978:  BK AC - 2,17 m
- 1979:  BK AC - 2,20 m
- 1980:  BK AC - 2,20 m
- 1980: 14e OS in Moskou - 2,18 m
- 1985:  BK AC - 2,14 m